# Nastassja Kinski
Nastassja Aglaia Kinski, född Nastassja Nakszyński den 24 januari 1961 i Berlin (dåvarande Västberlin), är en tysk skådespelare och tidigare modell. Kinski har medverkat i drygt 60 filmer. Hon slog igenom med Stay as You Are (1978). Hon erhöll en Golden Globe Award för titelrollen i Roman Polanskis film Tess (1979). Bland övriga noterbara filmer märks den erotiska skräckfilmen Cat People (1982), Wim Wenders dramer Paris, Texas (1984) och Fjärran, så nära! (1993) samt den biografiska dramafilmen American Rhapsody (2001). 

## Biografi
Nastassja Kinski är dotter till skådespelaren Klaus Kinski. Som ung reste hon runt på hans filminspelningar och fick ett komplicerat förhållande till honom med åren.
Nastassja Kinski gjorde filmdebut 1972 i en film där fadern hade huvudrollen, Aguirre – Guds vrede, utan att hon står med i skådespelarlistan. Officiell debut skedde i Wim Wenders tyska film Falsche Bewegung 1975. Kinski och Wenders har sedan samarbetat i Paris, Texas (1984) och änglafilmen Fjärran, så nära! (1993), uppföljaren till Wenders Himmel över Berlin. 
Kinski har sedan arbetat med många av de främsta regissörerna och skådespelarna, ofta i smalare och mer udda produktioner i Europa och USA och ofta varit mycket omskriven för sina romanser med kända medarbetare, såsom Roman Polanski, Dudley Moore med flera.
Bland hennes övriga filmer märks Roman Polanskis Tess (1979), Paul Schraders Cat People (1982), Francis Ford Coppolas Älskling, jag hatar dig! (1982), Jean Jacques Beneixs Månen i rännstenen (1983), Frühlingssinfonie (1983), Hotell New Hampshire (1984), Marias älskare (1984), Mannen som visste för litet (1984) och Revolution (1985), Mike Figgis One Night Stand (1997) och bröderna Tavianis Solen även om natten (1990). Under 1990- och 2000-talen spelade hon utöver biofilmer även i en del TV-produktioner, som Les liasions dangereuses (2003).

### Privatliv
Mellan 1984 och 1992 var Nastassja Kinski gift med den egyptiske filmmakaren Ibrahim Moussa. Tillsammans fick paret två barn. Under några år på 1990-talet var hon sambo med den amerikanske musikern Quincy Jones med vilken hon har en dotter.
År 2012 utkom Nastassja Kinskis äldre halvsyster Pola Kinski med sin självbiografi där hon hävdar att hon utnyttjats sexuellt av fadern Klaus Kinski mellan 5 och 19 års ålder. Nastassja Kinski uttalade sitt fulla stöd för systern och tillade att Klaus hade försökt förgripa sig även på henne men inte lyckats. Hon menade även att familjen levde i skräck för Klaus Kinski och att han var fullkomligt oberäknelig och terroriserade familjen.
Nastassja Kinski är vegetarian.

## Filmografi i urval
- 1976 – En dotter åt djävulen
- 1978 – Stay as You Are
- 1979 – Tess
- 1982 – Älskling, jag hatar dig!
- 1982 – Cat People
- 1983 – Exposed

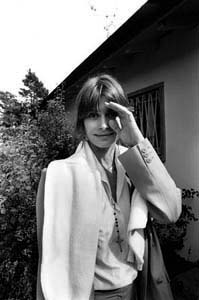
Nastassja Kinski 1989.

- 1984 – Mannen som visste för litet
- 1984 – Hotell New Hampshire
- 1984 – Paris, Texas
- 1984 – Marias älskare
- 1982 – Revolution
- 1993 – Fjärran, så nära!
- 1994 – Fritt fall
- 1997 – Två pappor för mycket
- 1997 – Little Boy Blue
- 1997 – One Night Stand
- 1997 – Bella Mafia (TV-film)
- 1998 – Savior
- 1998 – Friends & Neighbors
- 1998 – Susans plan
- 1998 – Sex lektioner i kärlek (ej krediterad)
- 1999 – The Lost Son
- 2000 – Sommarstorm (TV-film)
- 2000 – Dubbelbokat
- 2000 – Claim
- 2001 – Män & kvinnor
- 2001 – American Rhapsody
- 2001 – Lethal Attraction
- 2001 – Diary of a Sex Addict
- 2002 – .com for Murder
- 2003 – The Lady Musketeer (TV-serie)
- 2003 – Farlig förbindelse (TV-serie) (tre avsnitt)
- 2006 – Inland Empire